# Альсамора, Эрнан
Хулио Эрнан Альсамора Гарсия (исп. Julio Hernán Alzamora García; 12 апреля 1927, Чинча-Альта, Ика — 19 февраля 2018, Лима) — перуанский легкоатлет, специалист по бегу на 110 метров с барьерами и десятиборью. Выступал за сборную Перу по лёгкой атлетике в конце 1940-х — начале 1950-х годов, серебряный призёр Панамериканских игр, победитель и призёр Боливарианских игр, участник летних Олимпийских игр в Лондоне.

## Биография
Эрнан Альсамора родился 12 апреля 1927 года.
Первого серьёзного успеха на международном уровне добился зимой 1947—1948 годов, когда вошёл в основной состав перуанской национальной сборной и одержал победу в беге на 110 метров с барьерами на домашних Боливарианских играх в Лиме.
Благодаря череде удачных выступлений удостоился права защищать честь страны на летних Олимпийских играх 1948 года в Лондоне — так же стартовал здесь в беге на 110 метров с барьерами, но был далёк от попадания в число призёров, остановившись уже на предварительном квалификационном этапе.
После лондонской Олимпиады Альсамора ещё в течение некоторого времени оставался в легкоатлетической команде Перу и продолжал принимать участие в крупнейших международных соревнованиях. Так, в 1951 году он побывал на Панамериканских играх в Буэнос-Айресе, откуда привёз награду серебряного достоинства, выигранную в программе десятиборья — его обошёл только чилиец Эрнан Фигероа. Кроме того, в десятиборье и беге на 110 метров с барьерами выиграл серебряные медали на Боливарианских играх в Каракасе.
В 1952 году стал серебряным призёром в десятиборье на чемпионате Южной Америки по лёгкой атлетике в Буэнос-Айресе.
С 1970 года занимал пост президента Федерации лёгкой атлетики Перу.
Умер 19 февраля 2018 года в Лиме в возрасте 90 лет.